# Карлос Едуардо Савалета
Ка́рлос Едуа́рдо Савале́та Рібе́ра (ісп. Carlos Eduardo Zavaleta Rivera; *7 березня 1928, Карас, Перу — 26 квітня 2011) — перуанський письменник і літературознавець, майстер оповідання; вважається одним з найвизнаніших і найплідніших у перуанській літературі ХХ століття.

## З життєпису
Народився 7 березня 1928 року в Карасі, Перу. Дитинство й юність провів у сільському середовищі, в якому з'явився на світ, звідки взяв багатий літературний матеріал для написання значної частини своєї художньої творчості.
У 1948 році переїхав до Ліми, щоб продовжити навчання на філологічному факультеті Університету Сан-Маркос, де отримав докторський ступінь, захистивши дисертацію, зосереджену на наративній творчості американця Вільяма Фолкнера. Він став головним популяризатором у Перу доробку цього автора, до якого по часі додав свою пристрасть до творчості ірландця Джеймса Джойса. 
Від 1951 року співпрацював зі столичним часописом Letras Peruanas de Lima. 
Багаторічний викладач філфаку alma mater.
Помер 26 квітня 2011 року у 83-річному віці. 

## З доробку
Карлос Едуардо Савалета — плідний автор оповідань і романів. Його твори вирізняються гладкою та відшліфованою мовою, майстерністю в розвитку сюжету, тонким почуттям гумору.
Як літературознавець присвятив свої блискучі і проникливі критичні есеї своїм улюбленим письменникам Фолкнеру і Джойсу та їхнім творам, — вони ввійшли в його книгу «Дослідження та есеї про Джойса і Фолкнера» (Estudios y ensayos sobre Joyce y Faulkner, 1993). 

## Нагороди
Едуардо Е. Савалета отримав премію Рікардо Пальми за сприяння розвитку культури за роман Los Ingar, твір, який заслужив схвалення критиків і читачів, а за роман Un joven, una sombra — муніципальну премію Ліми.

## Джерело-посилання
- Карлос Едуардо Савалета на www.biografiasyvidas.com (ісп.)